# Gautier Lloris
Gautier Lloris (* 18. Juli 1995 in Nizza) ist ein französischer Fußballspieler, der aktuell beim Le Havre AC in der Ligue 1 spielt.

## Karriere

### Verein
Lloris begann seine fußballerische Ausbildung 2001 bei der Entente St. Sylvestre Nice Nord. Im Jahr 2007 wechselte er in die Jugendabteilung des OGC Nizza. Dort kam er bereits ab 2012 für die zweite Mannschaft in der National 3 und 2 zum Einsatz. Im Januar 2016 kam er zu seinem Profidebüt, nachdem er die vorherigen Saisons bereits im Kader stand, nach später Einwechslung in der Ligue 1 gegen den SCO Angers. Insgesamt spielte er 2015/16 zweimal in der Liga und einmal im Pokal. Nachdem er in der Saison 2016/17 und der ersten Hälfte der Spielzeit 2017/18 zu keinem Profieinsatz gekommen war, wurde er für den Rest der Saison 2017/18 an den Zweitligisten GFC Ajaccio verliehen. Dort kam er auf 13 Einsätze und schaffte mit Gazélec Ajaccio knapp den Klassenerhalt. Nachdem er auch 2018/19 zu keinem einzigen Einsatz gekommen war, spielte er in der Saison 2019/20 drei Ligue-1-Spiele.
Im Sommer 2020 wechselte er daraufhin fest zum Zweitligisten AJ Auxerre. Dort schoss er am 30. Spieltag bei einem 2:2-Unentschieden gegen den FC Valenciennes sein erstes Tor im Profibereich. Insgesamt schoss er in 26 Einsätzen in der Spielzeit 2020/21 noch drei weitere Tore. In der Saison 2021/22 kam er kaum noch zum Einsatz und spielte nur dreimal für die erste Mannschaft in der Ligue 2, mit der er den Aufstieg schaffte.
Dennoch blieb er in der Ligue 2 und wechselte zum Le Havre AC. Dort spielte er 2022/23 27 Ligaspiele und schoss drei Tore, wodurch er seiner neuen Mannschaft zum Aufstieg als Zweitligameister. Direkt am ersten Spieltag der Saison 2023/24 schoss er gegen den HSC Montpellier sein erstes Tor in der ersten Liga.

### Nationalmannschaft
Lloris spielte im Jahr 2013 dreimal für die französische U19-Nationalmannschaft.

## Familie
Sein älterer Bruder Hugo ist ebenfalls Fußballspieler. Der langjährige Torwart von Tottenham Hotspur steht seit 2024 in der MLS beim Los Angeles FC unter Vertrag und ist französischer Rekordnationalspieler.

## Erfolge
AJ Auxerre
- Aufstieg in die Ligue 1: 2022

Le Havre AC
- Meister der Ligue 2 und Aufstieg in die Ligue 1: 2023